# Grand Conseil de Malines
 (novembre 2009).
Si vous disposez d'ouvrages ou d'articles de référence ou si vous connaissez des sites web de qualité traitant du thème abordé ici, merci de compléter l'article en donnant les références utiles à sa vérifiabilité et en les liant à la section « Notes et références ».
Le Grand Conseil des Pays-Bas à Malines ou Grand Conseil de Malines (en néerlandais : Grote Raad van Mechelen), est un organisme judiciaire créé en 1473 par Charles le Téméraire, duc de Bourgogne et souverain des Pays-Bas bourguignons, sous le nom de Parlement de Malines, comme cour suprême de ses Pays-Bas 
(duché de Brabant, duché de Limbourg, duché de Luxembourg, comté de Flandre, comté d'Artois, comté de Hainaut, comté de Namur, comté de Hollande, comté de Zélande et seigneurie de Frise).
Il s'agit d'une mesure centralisatrice dont les Néerlandais obtiennent l'annulation, peu après la mort de Charles le Téméraire, de son héritière, Marie de Bourgogne, par le Grand Privilège du 11 février 1477.
Le conseil de Malines est ensuite rétabli en 1504 par le duc Philippe le Beau (aussi roi de Castille par mariage), fils de Marie et de Maximilien d'Autriche, et perdure ensuite sous les règnes de Charles Quint et de Philippe II, puis dans les Pays-Bas espagnols et autrichiens, jusqu'à la révolution brabançonne de 1789.
À partir de 1581, cependant, la cour de Malines cesse de fait d'avoir compétence sur les sept Provinces-Unies, qui proclament
par l'acte de La Haye la déchéance de Philippe II et leur indépendance des Pays-Bas espagnols, sécession reconnue par le traité de Münster de janvier 1648, au terme de la guerre de Quatre-Vingts Ans.

## Historique
Dès 1384, les Bourguignons et plus tard les Habsbourg rassemblent les territoires et villes de l'actuel Benelux sous une seule autorité et une seule juridiction, le Grand Conseil de Justice (depuis 1445) .
Le 14 décembre 1473, Charles le Téméraire promulgue l'édit de Thionville,, qui fixe une partie du conseil ducal, jusque là itinérant, à Malines, dans le duché de Brabant. A cet organisme chargé de juger en dernier ressort les appels de tous les Pays-Bas bourguignons, il donne le nom de Parlement de Malines, imitant le nom du Parlement de Paris. Ce parlement est composé de trente-cinq membres, y compris le duc et son chancelier. Il dure jusqu’à la mort de Charles survenue le 5 janvier 1477.

### Grand Privilège de Marie de Bourgogne
Presque aussitôt après la mort de Charles, Louis XI attaque l'État bourguignon, dont a hérité la jeune Marie de Bourgogne : c'est le début de la guerre de Succession de Bourgogne.
Les États généraux, réunis à Gand, imposent à Marie le Grand Privilège des Pays-Bas, qui prévoit en particulier la suppression du Parlement de Malines, en contrepartie de leur soutien dans la guerre. C'est donc un retour au conseil ducal traditionnel. En août 1477, Marie épouse Maximilien d'Autriche, qui, à la mort de la duchesse en 1482, devient régent pour Philippe le Beau, jusqu'en 1493.

### Grand Conseil de Philippe le Beau à Philippe II

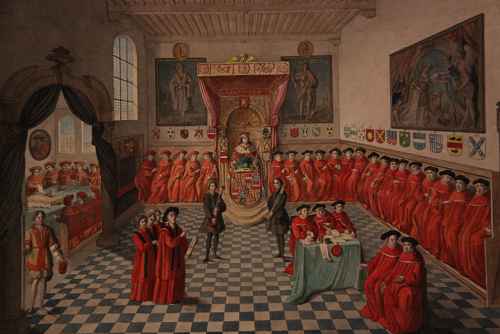
L'archiduc Philippe ouvrant une séance du Grand Conseil de Malines en 1504

Philippe le Beau, par un placard du 22 janvier 1503, divise en deux le conseil ducal des Pays-Bas ; il en établit une partie à Bruxelles, sous le nom de Conseil privé, et l’autre à Malines sous le nom de Grand Conseil.
Après l'annexion par Charles Quint du Tournaisis, de la principauté d'Utrecht, du duché de Gueldre et de l'Overijssel. le ressort du Grand Conseil couvre alors les Dix-Sept Provinces.
En 1504 le Grand Conseil de Malines est reconnu par tous, et va pendant trois siècles élaborer une jurisprudence impartiale et qualifiée : Aucun ordre des souverains ne pouvait suspendre, annuler ou modifier la procédure du Grand Conseil. Les conseillers du Grand Conseil de Malines devaient avoir un grade académique en droit .
En 1536, Charles Quint crée par lettres patentes la fonction judiciaire de prévôt général des Pays-Bas, sous la juridiction du Grand Conseil.
Le Grand Conseil connaît son apogée au début du règne de Philippe II.

### Sécession des Provinces-Unies
En 1581, sept provinces du nord (futures Provinces-Unies) rejettent le roi d'Espagne Philippe II comme souverain, par le solennel acte de La Haye (acte van Verlatinghe), et déclarent leur indépendance. Trois de ces sept provinces établissent dès 1582 une cour supérieure qui se substitue au Grand Conseil de Malines : le Haut Conseil de Hollande, Zélande et Frise occidentale.
Les autres provinces, d'ailleurs beaucoup moins riches, reprennent leur autonomie judiciaire.

## Résidences du Conseil de Malines

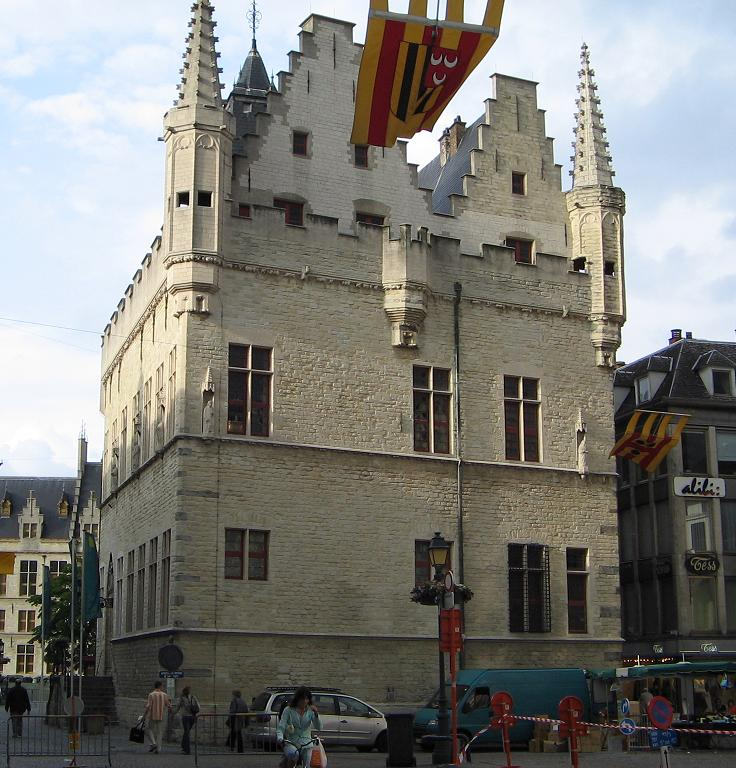
La maison des échevins (nl) de Malines, siège du parlement entre 1473 et 1477, puis du Grand Conseil entre 1504 et 1609
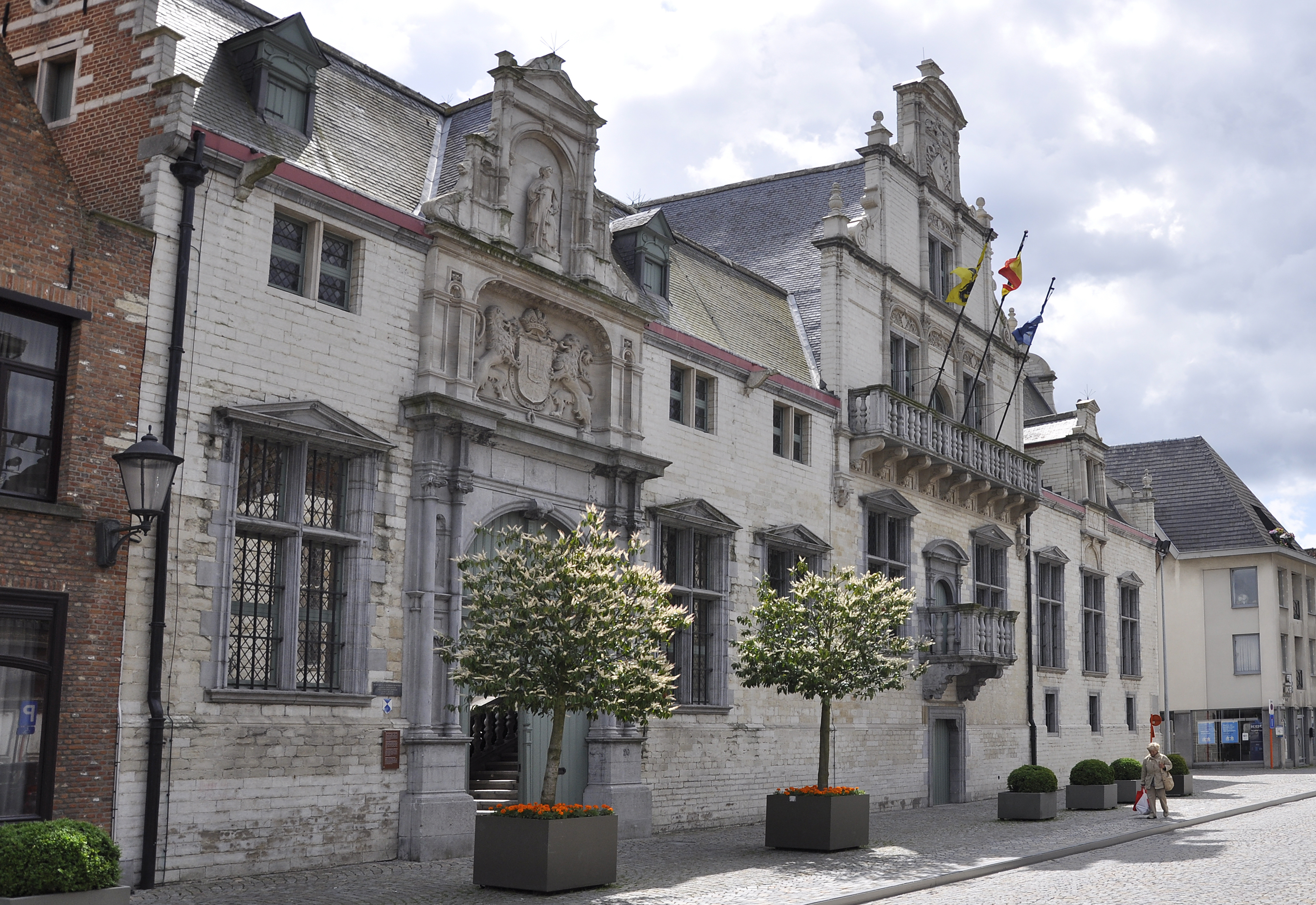
Le Hof van Savoye à Malines, siège du Grand Conseil entre 1609 et 1792

## Liste des membres du Grand Conseil de Malines

### Présidents
| N°  | Début | Fin  | Nom                                                             |
| --- | ----- | ---- | --------------------------------------------------------------- |
| 1.  | 1503  | 1521 | Joannes Peeters, seigneur de Catz                               |
| 2.  | 1521  | 1528 | Josse Laureys                                                   |
| 3.  | 1528  | 1532 | Nicolaus Everardi                                               |
| 4.  | 1532  | 1556 | Lambert de Briaerde                                             |
| 5.  | 1556  | 1562 | Nicolas II Everardi                                             |
| 6.  | 1562  | 1584 | Jean de Glymes, seigneur de Waterdijk (en)                      |
| 7.  | 1584  | 1595 | Jan van der Burch (en)                                          |
| 8.  | 1598  | 1604 | Igram van Achelen                                               |
| 9.  | 1605  | 1622 | Jacques Liebart, seigneur de Sommaing                           |
| 10. | 1622  | 1628 | Ranunce de France, seigneur de Noyelles                         |
| 11. | 1628  | 1637 | Zeger Coulez                                                    |
| 12. | 1637  | 1651 | Henri de Vicq, seigneur de Meulevelt                            |
| 13. | 1651  | 1661 | Antoine l'Hermite                                               |
| 14. | 1661  | 1669 | Adrien de France, seigneur de Noyelles                          |
| 15. | 1669  | 1686 | Jean-Antoine Locquet (en), 1er vicomte de Hombeke               |
| 16. | 1686  | 1690 | André del Marmol                                                |
| 17. | 1690  | 1690 | Guillaume-Philippe, marquis de Herzelles                        |
| 18. | 1690  | 1699 | Guillaume-Albert de Grysperre (en), baron de Goyck et Libersart |
| 19. | 1699  | 1707 | Hyacinthe-Marie de Brouchoven, seigneur de Steen                |
| 20. | 1707  | 1714 | Jacques Jean Baptiste Stalins, seigneur de Poppenrode           |
| 21. | 1716  | 1725 | Christophe-Ernest, 1er comte de Baillet                         |
| 20. | 1726  | 1738 | Pierre-Primitive van Volden                                     |
| 21. | 1739  | 1756 | Eugène Joseph d'Olmen, baron de Poederlé                        |
| 22. | 1756  | 1773 | Guillaume-Ignace Pycke, seigneur de Ideghem                     |
| 23. | 1773  | 1794 | Goswin de Fierlant                                              |

### Membres du conseil

#### Règne de Charles le Téméraire
- Jean VI Rolin (1473-)
- de Plaines de Terbruggen, chancelier en 1495[4]
- Jean I Carondelet, 1428-1502

#### XVIesiècle
- Jean II Carondelet, 1469-1544
- Jérôme de Busleyden, 1470-1517
- Viglius van Aytta, 1507-1577 (1543-), aussi membre du Conseil privé (1549) et du Conseil d'État
- Nicolas de Micault, seigneur d'Indevelde, mort en 1589
- Jean-Gaspard  d'Huart ( ° en 1579), Conseiller et Maître des requêtes
- Jean Dave (1590-)

#### XVIIesiècle
- Charles d'Hovyne (1628-)
- Jean-Jacques van Caestre, baron de Boutershem,

#### XVIIIesiècle
- Gilles-Augustin de Steenhault, seigneur de Felignies (1740-1758)
- Remy du Laury : procureur général en 1716.
- Jean Baptiste van Slabbeeck : avocat-fiscal en 1744.
- Henri Joseph de Villers : avocat-fiscal en 1767.
- Claude Sotteau : procureur général en 1742.
- Jean Ferdinand Keyaerts : procureur général en 1716.
- Jean Guillaume de Potter : avocat-fiscal jusqu'à 1742.
- Jean Philippe de Wapenaert, seigneur de Erpe : procureur général en 1750
- Henri Theodore Jacobs : procureur général en 1761
- Ignace-Joseph Wirix, seigneur de Kessel : avocat-fiscal en 1771.
- Le chevalier François-Dominique d'Hoop, 1737-1808
- Englebert-Pierre Orts, 1743-1831
- Gaspard Antoine de Meester, 1751-1821
- Melchior Goubau d'Hovorst, 1757-183
- Simon de Fierlant (en)
- Jean Alphonse, 1er comte de Coloma (en)
- Christinaeus (Paul van Christynen)
- Filips Wielant (nl)
- Arnold Baert (nl)
- Jean Thadee de Grouff
- Jean Joseph de Vreven
- Corneel Janssens Hujoel
- Claude Ignace de Febure
- François-Augustin de Steenhault, seigneur de Nieuwenhove
- François Alexander de Steenhault.⁹
- Albert-Philippe de Vaernewyck
- Charles-Philippe de Wapenaert
- Charles Thomas Caimo
- Charles-Henri Goubau, seigneur de Middelswalle (en)
- Joseph Wiro de Bors
- Daniel Servaes
- Guillaume-François Snoy
- Jean Louis Pouppez
- Guillaume de Ruysschen, seigneur de Heylissem
- Philippe-Antoine de Beeckman, seigneur de Schore
- Gerard Norbert de Robiano
- Gaspard François du Trieu
- Jean-Joseph du Trieu
- Joseph-Theodeore de Richterich,
- Jean-Théodore de Richterich
- Pierre Andre François du Trieu, greffier
- Alard de Saint-Vaast
- Pierre Claude de Saint-Vaast, seigneur de Denterghem
- Augustin Ignace de Saint-Vaast, seigneur de Denterghem
- Jean-François de Villegas, baron de Hovorst
- Pierre van Volden
- Corneille de Nelis
- Nicolas-Joseph de Posson
- Henri-Joseph, comte de Villers
- Jacques-Joseph de Stassart
- Juste-Cécile van Putte
- Gilles Stalens, seigneur de Tendaele
- Philippe du Jardin
- Guillaume-François van Kieldonck, seigneur de Heynsbroeck
- Alexander Boulin
- Van Assche , Conseiller avant 1788[5]

### Archives
Les dossiers de procès du Grand Conseil des Pays-Bas à Malines sont conservés aux Archives générales du Royaume à Bruxelles et sont librement consultables. L'immense majorité des dossiers touche à l'argent (rentes, héritages, donations, possession ou jouissance de biens, paiement de salaires, honoraires, livraisons, loyers, réparations et autres dettes, etc.) et au pouvoir (droit de chasse, droit de pâturage, servitude, coupe de bois, etc.).